# Hals (gemeente)
Hals is een voormalige gemeente in Denemarken.
De oppervlakte van de gemeente bedroeg 190,7 km². De gemeente telde 11.448 inwoners waarvan 5791 mannen en 5657 vrouwen (cijfers 2005). Hals telde in juni 2005 410 werklozen. Bij de gemeentelijke herindeling is de gemeente opgegaan in de nieuwe gemeente Aalborg. 
Woonkernen in de gemeente waren: Vester Hassing, Gandrup, Ulsted, Hals en Hou.

## Burgemeesters
| Periode   | Naam                 |
| --------- | -------------------- |
| 1970–1974 | K. Evald Søndergaard |
| 1974–1978 | B. Møller Jensen     |
| 1978–1981 | B. Møller Jensen     |
| 1982–1985 | B. Møller Jensen     |
| 1986–1989 | B. Møller Jensen     |
| 1990–1993 | Evald Martinsen      |
| 1994–1997 | Evald Martinsen      |
| 1998–2001 | Bent Sørensen        |
| 2002–2006 | Bent Sørensen        |